# Marinus Jacob Verbrugge
Marinus Jacob Verbrugge (Waterlandkerkje, 12 februari 1910 – IJzendijke, 11 augustus 2002) was een Nederlands politicus. 
Hij werd geboren in Zeeuws-Vlaanderen als zoon van Marinus Levinus Verbrugge (1881-1948; landbouwer) en Aaltje Butijn (1879-1940). Hij was boer en in september 1939 kwam hij in de gemeenteraad van Waterlandkerkje waar hij toen, in navolging van zijn vader, ook wethouder werd. Na het overlijden begin 1942 van Hermen de Haan, burgemeester van die gemeente, nam hij als loco-burgemeester diens functie waar tot hij in augustus 1942 aldaar benoemd werd tot burgemeester. Hij had daartoe gesolliciteerd om te voorkomen dat er een NSB-burgemeester zou komen. Hij combineerde het burgemeesterschap met zijn werk als boer. In 1970 ging Waterlandkerkje op in de gemeente Oostburg waarmee na bijna 28 jaar zijn functie kwam te vervallen. Tot 1981 was Verbrugge voorzitter van de brandverzekeringmaatschappij O.W.M. 'Zuidzande'. Hij overleed in 2002 op 92-jarige leeftijd.